# Enchnoa
Enchnoa är ett släkte av svampar. Enchnoa ingår i familjen Nitschkiaceae, ordningen Coronophorales, klassen Sordariomycetes, divisionen sporsäcksvampar och riket svampar.
|         | Nitschkia                                                             |
|         |                                                                       |
|         | Fracchiaea                                                            |
|         |                                                                       |
|         | Acanthonitschkea                                                      |
|         |                                                                       |
|         | Coronophora                                                           |
|         |                                                                       |
|         | Thaxteria                                                             |
|         |                                                                       |
|         | Schizocapnodium                                                       |
|         |                                                                       |
|         | Rhagadostoma                                                          |
|         |                                                                       |
|         | Janannfeldtia                                                         |
|         |                                                                       |
|         | Biciliosporina                                                        |
|         |                                                                       |
|         | Rhagadostomella                                                       |
|         |                                                                       |
|         | Botryola                                                              |
|         |                                                                       |
|         | Neotrotteria                                                          |
|         |                                                                       |
| Enchnoa | \| \| Enchnoa lanata \| \| \| \| \| \| Enchnoa infernalis \| \| \| \| |
|         | \| \| Enchnoa lanata \| \| \| \| \| \| Enchnoa infernalis \| \| \| \| |
|         | Bizzozeria                                                            |
|         |                                                                       |
|         | Hydronectria                                                          |
|         |                                                                       |
|         | Gaillardiella                                                         |
|         |                                                                       |
|         | Loranitschkia                                                         |
|         |                                                                       |
|         | Groenhiella                                                           |
|         |                                                                       |
|         | Enchnoa lanata                                                        |
|         |                                                                       |
|         | Enchnoa infernalis                                                    |
|         |                                                                       |

|  | Enchnoa lanata     |
|  |                    |
|  | Enchnoa infernalis |
|  |                    |